# Enconista miniosaria
Enconista miniosaria là một loài bướm đêm trong họ Geometridae.